# Szeptember 15.
Szeptember 15. az év 258. (szökőévben 259.) napja a Gergely-naptár szerint. Az évből még 107 nap van hátra.
Névnapok: Enikő, Melitta + Ajád, Bebóra, Bogát, Bogáta, Borisz, Borocs, Debóra, Dolóresz, Doloróza, Enőke, Hetény, Katalin, Katarina, Katerina, Kató, Lola, Lolita, Lolli, Loránd, Lóránt, Mária, Melissza, Melizand, Meluzina, Orlandó, Paméla, Töhötöm

## Események
- 1540 – Az utolsó királyi temetés Székesfehérvárott. E napon temetteti el Szapolyai János magyar királyt Fráter György.
- 1830 – A Liverpool-Manchester vasútvonal megnyitása
- 1848 – A magyar képviselőház eltörli a szőlődézsmát.
- 1857 – Timothy Alderearned szabadalmaztatja a betűszedőgépet.
- 1867 – Milánóban II. Viktor Emánuel olasz király felavatja a Galleria Vittorio Emanuele II-t
- 1890 – A Greben-hegyorom ünnepélyes felrobbantásával elkezdődik az al-dunai folyamszabályozás.
- 1905 – Budapesten a Magyar Szociáldemokrata Párt vezetői mintegy százezer főnyi küldöttség élén általános választójogot követelő kérvényt visznek a képviselőházba.
- 1916 – Franciaországban a Somme-i csata idején először használnak tankot ("Little Willies"). A harci gépet a britek küldik a németek ellen.
- 1928 – Alexander Fleming felfedezi a penicillin antibiotikumi hatását.
- 1934 – A Szovjetunió belép a Népszövetségbe.
- 1935 – A nürnbergi törvények meghozatala
- 1959 – Dwight D. Eisenhower, amerikai elnök meghívására Nyikita Szergejevics Hruscsov, szovjet pártvezető hivatalos látogatást tesz az Amerikai Egyesült Államokban. Ő az első szovjet vezető, aki Amerikába látogat.
- 1962 – A Poltava nevű szovjet hajó megérkezik Kuba partjaihoz, megkezdődik a kubai rakétaválság.
- 1964 – Prantner József miniszter, az Állami Egyházügyi Hivatal elnöke és Agostino Casaroli, a Rendkívüli Egyházi Ügyek Szent Kongregációjának helyettes titkára Budapesten aláírták az Apostoli Szentszék és a Magyar Népköztársaság részleges egyezményét a magyarországi püspökök kinevezéséről, valamint az egyház szabad lelkipásztori tevékenységéről. Ez volt az első nemzetközi jogi érvényű egyezmény a Vatikán és egy szocialista ország között.
- 1971 – Megalapítják a Greenpeace-t.
- 1972 – A bonni kormány egymillió dollárt adományoz a müncheni olimpiai faluban történt vérengzés áldozatai családjainak.
- 1988 – Grósz Károly a kétoldalú viszonyról és a közel-keleti válságról tárgyal Jichák Sámír izraeli kormányfővel, aki kétnapos magánlátogatáson tartózkodik Budapesten.
- 1988 – Megjelenik az Új Magyar Márciusi Front felhívása a társadalmi megújulás szellemi megalapozásáról. A tavasszal megalakult ÚMF az 1938-as Márciusi Front baloldali népfrontos törekvéseit vallja magáénak. Az ÚMF elnöke Ujhelyi Szilárd, titkára Vitányi Iván
- 1997 – A Hágai Nemzetközi Bíróság a bős–nagymarosi vízlépcső építéséről meghozott ítéletében – a magyar közvélemény megdöbbenésére – Szlovákia mellett Magyarországot is elmarasztalja.
- 2003 – Az autópályakartell lelepleződése.
- 2017 – Befejezi küldetését a Cassini űrszonda. (Az 1997-ben útnak indított szonda belezuhant a Szaturnusz atmoszférájába.)[1]

## Sportesemények
Formula–1
- 1985 –  belga nagydíj, Spa Francorcahmps – Győztes: Ayrton Senna (Lotus Renault Turbo)
- 2002 –  olasz nagydíj, Monza - Győztes: Rubens Barrichello (Ferrari)

## Születések
- 1505 – Habsburg Mária magyar királyné, Habsburg főhercegnő, Habsburg Ferdinánd húga, II. Lajos magyar király felesége, özvegye († 1558)
- 1613 – François de La Rochefoucauld herceg, francia író († 1680)
- 1737 – Küzmics Miklós magyarországi szlovén (vend) katolikus biblia-fordító, a Tótság esperese († 1804)
- 1789 – James Fenimore Cooper amerikai író, a „Bőrharisnya” és más indián történetek szerzője († 1851)
- 1857 – William Howard Taft az Amerikai Egyesült Államok 27. elnöke, hivatalban 1909–1913-ig († 1930)
- 1858
  - Hubay Jenő magyar hegedűművész, zeneszerző, zenepedagógus († 1937)
  - Szent Charles de Foucauld (szent Károly testvér) francia katolikus pap, szerzetes, hittérítő, mártír († 1916)
- 1876 – Bruno Walter német karmester († 1962)
- 1881 – Ettore Bugatti olasz verseny- és luxusautó tervező, építő (Amaz Bugattis) († 1947)
- 1882 – Otto Weddigen német tengerész, a hírhedt U-9 tengeralattjárók egyik parancsnoka († 1915)
- 1890
  - Abonyi Ernő magyar festőművész, iparművész († 1941)
  - Agatha Christie angol krimiíró, Max Mallowan régész felesége († 1976)
- 1892 – Tóth András magyar jogász, országgyűlési képviselő († 1950)
- 1894
  - Oskar Klein svéd elméleti fizikus, névadója többek között a Kaluza–Klein-elméletnek († 1977)
  - Jean Renoir filmrendező, a francia realista filmművészet egyik kiemelkedő művésze († 1979)
- 1896 – Alekszej Innokentyjevics Antonov szovjet hadseregtábornok († 1962)
- 1904 – Szergej Ioszifovics Jutkevics szovjet filmrendező († 1985)
- 1909 – Várnay Tibor hegedűművész († 2000)
- 1916
  - Toni Branca (Antoine Branca) svájci autóversenyző († 1985)
  - Margaret Lockwood angol színésznő († 1990)
- 1919 – Lévárdi Ferenc bányamérnök, nehézipari miniszter (1963–1971) († 1991)
- 1922 – Bogdán István magyar könyvtáros, történész, szakíró († 2001)
- 1923
  - Fejes Endre Kossuth- és József Attila-díjas magyar író († 2015)
  - Barta Mária magyar színésznő érdemes művész († 2011)
- 1924 – Kazán István kétszeres Jászai Mari-díjas magyar rendező, főiskolai tanár († 2005)
- 1927 – Baksay Árpád magyar színész, operaénekes, tenorista († 2001)
- 1929 – Murray Gell-Mann Nobel-díjas amerikai fizikus († 2019)
- 1931 – Borgulya András magyar zeneszerző († 2005)
- 1933 – Rafael Frühbeck de Burgos német származású spanyol karmester († 2014)
- 1941 – Albert Flórián válogatott labdarúgó, edző ("A Császár"), az egyetlen magyar Aranylabdás († 2011)
- 1941 – Bolberitz Pál Széchenyi-díjas római katolikus pap, teológus, egyetemi tanár († 2020)
- 1942 – Emmerson Mnangagwa zimbabwei politikus, államfő
- 1943
  - Erdélyi Éva magyar úszóbajnok († 1978)
  - Foltin Jolán Kossuth-díjas magyar táncművész, koreográfus, a nemzet művésze († 2019)
- 1945 – Jessye Norman ötszörös Grammy-díjas amerikai opera-énekesnő (szoprán) († 2019)
- 1946
  - Kásás Zoltán magyar válogatott vízilabdázó, edző
  - Oliver Stone háromszoros Oscar-díjas amerikai filmrendező
  - Tommy Lee Jones Oscar-díjas amerikai színész
- 1948 – Székely B. Miklós Jászai Mari-díjas magyar színész
- 1950 – Miklósy Judit magyar színésznő
- 1952
  - Bencsik Sándor rockzenész, gitáros († 1987)
  - Bordán Irén Jászai Mari-díjas magyar színésznő
- 1956 – Maggie Reilly skót énekes
- 1957
  - Paweł Pawlikowski lengyel filmrendező, forgatókönyvíró
  - Tölgyessy Péter magyar politikus, az SZDSZ egykori elnöke
- 1965 – Zsila Judit magyar színésznő
- 1977 – Tom Hardy brit színész
- 1979 – Kindl Gabriella kézilabdázó
- 1982 – Kinizsi Ottó magyar színész
- 1984 – Henrik (Harry) herceg, III. Károly brit király és Diana hercegné kisebbik fia
- 1988 – Artem Gorgyev orosz jégkorongozó[2]
- 1988 – Chelsea Staub amerikai színésznő
- 1989 – Steliana Nistor román tornász
- 1994 – Wout van Aert belga kerékpárversenyző
- 1999 – Jaren Jackson Jr. amerikai kosárlabdázó

## Halálozások
- 1559 – Jagelló Izabella magyar királyné, Szapolyai János magyar király felesége, özvegye, Erdély korábbi kormányzója (* 1519)
- 1700 – André Le Nôtre francia kertépítész, a franciakert kerttípusának megteremtője (* 1613)
- 1842 – Pierre Baillot francia hegedűművész, zeneszerző (* 1771)
- 1859 – Isambard Kingdom Brunel brit mérnök (* 1806)
- 1913 – Vámbéry Ármin, nemzetközi hírű magyar utazó, keletkutató (* 1832)
- 1920 – Mosshammer Román, osztrák-magyar hárfaművész és hárfatanár (* 1868)
- 1924 – Wilhelm Roux német zoológus (* 1850)
- 1940 – Nánássy Imre magyar ügyvéd, országgyűlési képviselő (* 1892).
- 1945 – Anton Webern osztrák zeneszerző (* 1883)
- 1957 – Mosshammer Ottó, osztrák-magyar hárfaművész és hárfatanár (* 1872)
- 1961 – Bencs Zoltán magyar minisztériumi tisztviselő, kultúrpolitikai és filmes szakember, országgyűlési képviselő (* 1889)
- 1962
  - William Coblentz amerikai fizikus, csillagász (* 1873)
  - Silpa Bhirasri olasz születésű thaiföldi szobrász (* 1892)
- 1971 – Donáth Lili magyar színésznő (* 1906)
- 1972 – Fekete Sándor orvos, orvostörténész, az orvostudományok doktora (* 1885)
- 1975
  - Franco Bordini olasz autóversenyző (* 1913)
  - Pavel Oszipovics Szuhoj szovjet mérnök, repülőgép-tervező (* 1895)
- 1976 – Stefanik Irén Jászai Mari-díjas magyar színésznő (* 1928)
- 1978 – Willy Messerschmitt német mérnök, kiváló repülőgép-konstruktőr és -gyártó (* 1898)
- 1983 – Szervátiusz Jenő romániai magyar szobrászművész (* 1903)
- 1995 – Petrik József Jászai Mari-díjas magyar színész, rendező érdemes művész (* 1930)
- 1997 – Balogh Edina magyar táncművész, revütáncos, a jazzbalett korai művelője (* 1938)
- 2006 – Oriana Fallaci olasz író, publicista, újságíró (* 1929)
- 2007 – Colin McRae skót raliversenyző (* 1968)
- 2008 – Richard Wright a Pink Floyd billentyűse (* 1943)

## Nemzeti ünnepek
- A demokrácia napja 2008-tól.
- Szlovák Köztársaság: Szűz Mária, Szlovákia patrónájának napja.
- Guatemalai Köztársaság: A Függetlenség kikiáltása (1821 óta)
- Nicaraguai Köztársaság: A Függetlenség évfordulója (1821 óta)
- Costa Rica-i Köztársaság: A Függetlenség napja (1821 óta)
- Salvador: A Függetlenség napja (1821 óta)
- Hondurasi Köztársaság: A Függetlenség napja (1821 óta)
- Európai mozdonyvezetők napja 1995-től

## Vallási Ünnepek
- Fájdalmas Boldogasszony napja